# کارلوس رویز (بازیکن فوتبال آرژانتینی)
کارلوس رویز (انگلیسی: Carlos Ruiz؛ زادهٔ ۱۰ نوامبر ۱۹۷۱) بازیکن فوتبال اهل آرژانتین است.
از باشگاه‌هایی که در آن بازی کرده‌است می‌توان به باشگاه فوتبال آرسنال ساراندی اشاره کرد.